# Antti Koskinen
Antti Juhani Koskinen, född 13 mars 1922 i Helsingfors, död där 6 juni 1982, var en finländsk sångare (tenor), musiker och skådespelare. Som sångare använde Koskinen artistnamnet Sulo Sala.
Åren 1942, 1944, 1945, 1947 1948, 1950, 1956, 1958, 1960 och 1977 gjorde Koskinen 39 skivinspelningar med bland andra Klaus Salmi, Kauko Käyhkö och Metro Tytöt. Åren 1943, 1944 och 1961 medverkade Koskinen i tre filmer. 1969 tilldelades han Pro Finlandia-medaljen.